# Little Red Riding Hood (film 1911 Essanay)
Little Red Riding Hood è un cortometraggio muto del 1911 prodotto dalla Essanay di Chicago. Il nome del regista non viene riportato nei credit. Una delle prime trasposizioni cinematografiche della popolare fiaba Cappuccetto rosso.

## Produzione
Il film fu prodotto dalla Essanay Film Manufacturing Company.

## Distribuzione
Distribuito dalla General Film Company, il film - un cortometraggio di una bobina - uscì nelle sale cinematografiche USA il 30 novembre 1911.